# Neophyllomyza acyglossa
Neophyllomyza acyglossa är en tvåvingeart som först beskrevs av Villeneuve 1920.  Neophyllomyza acyglossa ingår i släktet Neophyllomyza och familjen sprickflugor. Arten är reproducerande i Sverige. Inga underarter finns listade i Catalogue of Life.